# Возбуждение (физика)

Упрощённая схема энергетических уровней квантовой системы

Возбужде́ние в физике — переход частицы (квантовой системы) из основного энергетического состояния в состояние с большей энергией. Другими словами, взвивание системы в устойчивое вышележащее энергетическое состояние (что требует поглощения ею энергии). Из возбуждённого состояния возможен и обратный переход — нисхождение системы в устойчивое нижележащее энергетическое состояние (что сопровождается испусканием ею энергии).
Возбуждение в квантовой физике происходит как квантовый скачок квантовой системы (атома, молекулы, атомного ядра) с любого энергетического уровня на более высокий. Возбуждение системы происходит за счет поглощения системой энергии — например, при поглощении фотонов (фотовозбуждение) или при столкновениях с электронами и др. частицами (возбуждение ударом). При фотовозбуждении совокупность всех разрешенных для системы переходов на уровень с большей энергией образует спектр поглощения данной квантовой системы (атома или молекулы).
Возбуждённое состояние квантовой системы — все квантовые состояния с энергетическим уровнем, превышающим энергию основного состояния. Возбужденное состояние, как правило, неустойчиво и обладает конечным временем жизни. Система возвращается в основное состояние, теряя энергию; такой переход может быть излучательным (например, атом может излучать фотон) или безызлучательным (с передачей энергии другой системе). При излучательном переходе из возбуждённого состояния, совокупность всех разрешенных для системы переходов на уровень с меньшей энергией образует спектр излучения данной квантовой системы. Атомы и молекулы в возбуждённых состояниях обычно значительно более химически активны, чем в основном состоянии.
Энергия возбуждения — энергия, которую необходимо сообщить системе, чтобы она из основного состояния перешла в возбуждённое. Для атома энергия возбуждения электрона всегда меньше энергии ионизации.